# Государственный научно-исследовательский институт медико-экологических проблем Донбасса и угольной промышленности
Государственный научно-исследовательский институт медико-экологических проблем Донбасса и угольной промышленности (укр. Державний науково-дослідний інститут медико-екологічних проблем Донбасу та вугільної промисловості) — основан в 1929 году на базе филиала Украинского института рабочей медицины (1925).

## Направления деятельности
Основные направления научных исследований:
- изучение условий труда, состояния здоровья, профилактики и лечения профессиональных заболеваний у работников угольной промышленности и черной металлургии;
- наблюдения за производственной средой и её оздоровление.

В частности для института приоритетными являются:
исследования по гигиене труда в глубоких шахтах Донбасса;
- медико-биологические исследования в области патогенеза, амбулаторий, профилактики, эффективной защиты, медицинской помощи и лечения при тепловых поражениях организма человека в условиях высоких температур во время горных выработок в глубоких шахтах;
- оценка новых машин и технологий;
- изучение комбинированного действия техногенных факторов малой интенсивности на организм человека, радиационного фактора;
- медико-социальные технологии профилактики заболеваний.

В последние годы XX в. Институтом выполнены работы по установлению связи инфаркта миокарда и мозгового инсульта с профзаболеваниями, созданию национального и отраслевого реестров профзаболеваний, обоснованию компенсаций воздействия вредных и опасных факторов на организм шахтеров, начато изучение экологических проблем Донбасса.
За период 1945-2004 гг. в институте защитилось 30 докторов и 110 кандидатов наук.
По состоянию на 2004 г., В институте работает 70 сотрудников, в том числе 7 докторов и 11 кандидатов наук.